# Ізуіквато
Ізуіквато (англ. Isuikwuato) — одна із 17 територій місцевого управління штату Абія, Нігерія.
Чисельність населення — понад 50 000 осіб.
Територія Ізуїквато багата на природні ресурси, зокрема залізні руди та каолін.